# Steneto
Steneto (bulgariska: Стенето) är ett naturreservat i Bulgarien.   Det ligger i regionen Lovetj, i den centrala delen av landet, 120 km öster om huvudstaden Sofia.
I omgivningarna runt Steneto växer i huvudsak lövfällande lövskog. Runt Steneto är det ganska glesbefolkat, med 48 invånare per kvadratkilometer.